# John Bryan Taylor
John Bryan Taylor (häufig J. B. Taylor zitiert; * 1928 in Birmingham) ist ein britischer Theoretischer Physiker, der sich mit Plasmaphysik beschäftigt.
Taylor studierte an der University of Birmingham, wo er 1950 seinen Bachelor-Abschluss machte und 1955 promoviert wurde. Dazwischen war er 1950 bis 1952 bei der Royal Air Force. 1955 war er am britischen Kernwaffen-Forschungszentrum in Aldermaston (geleitet von William Penney), wo er an der Entwicklung der Wasserstoffbombe mitarbeitete. 1962 ging er an das Culham-Labor, wo er Chefwissenschaftler wurde. Er war unter anderem Gastwissenschaftler an der University of California, Berkeley (1959 bis 1960) und am Institute for Advanced Study (1969, 1973 und 1980/81).
1989 wurde er außerdem Professor (Fondren Professor of Plasma Theory) an der University of Texas at Austin.
Von Taylor stammt die Relaxationstheorie des Plasmas, grundlegende Untersuchungen zweidimensionaler Plasmen und er war wesentlich an der Entwicklung der „Ballooning“-Transformation von toroidalen Plasmen beteiligt. Er entdeckte stabile Gleichgewichtszustände des Plasmas in Minimum B-Magnetfeldern und initiierte die Untersuchung von Chaos in magnetischen Flächen in Plasmen (Tschirikow-Taylor-Standardabbildung). Weiterhin stammt von ihm eine grundlegende Untersuchung über die Dynamotheorie des Erdmagnetfelds.
1999 erhielt er den James-Clerk-Maxwell-Preis für Plasmaphysik für grundlegende Forschung in Bereichen wie Relaxationstheorie, Transport, Effekte von endlichem Larmor-Radius, das Minimum-B-Konzept, adiabatische Invarianz, die Standardabbildung, Bootstrap-Ströme, die Ballooning-Darstellung und Skalierungsgesetze für Plasma-Einschluss.
1970 wurde er Fellow der Royal Society und 1971 erhielt er die Maxwell-Medaille des Institute of Physics. 1979 erhielt er den Max-Born-Preis. Er ist Mitglied der American Physical Society und erhielt 1986 deren Excellence in Plasma Physics Award. 2004 erhielt er den Hannes-Alfvén-Preis mit John William Connor und James Hastie, mit denen er eng zusammenarbeitete.